# Cora Millet-Robinet
Pour les articles homonymes, voir Robinet et Millet.
Œuvres principales
- La maison rustique des dames (2 tomes) parut en 1848

Cora Millet-Robinet (née à Paris le 28 novembre 1798 et morte à Saint-Benoît près de Poitiers le 2 décembre 1890) était une innovatrice en agriculture, productrice de soie et auteur. Elle était l'auteur d'un manuel très populaire sur l'agriculture, la gestion ménagère et la cuisine, connu sous le nom de La Maison rustique des dames.
Elle était membre correspondante de la Société centrale d'agriculture de France, de la Société d'agriculture d'Ille-et-Vilaine et membre honoraire de la Société d'agriculture, sciences et arts de Poitiers.
Le 28 décembre 1884, à 86 ans, Cora devient la première femme chevalier de l'ordre du Mérite agricole. En 1839, elle est médaillée de bronze à l'Exposition des produits agricoles.
Ses livres populaires se concentrent sur les enfants, sur l'éducation des femmes, et sur le travail en général fait par les femmes paysannes du XIXe siècle : la cuisine et le ménage, la gestion des fonctionnaires, la basse-cour avec ses volailles, ses pigeons et ses lapins.

## Biographie

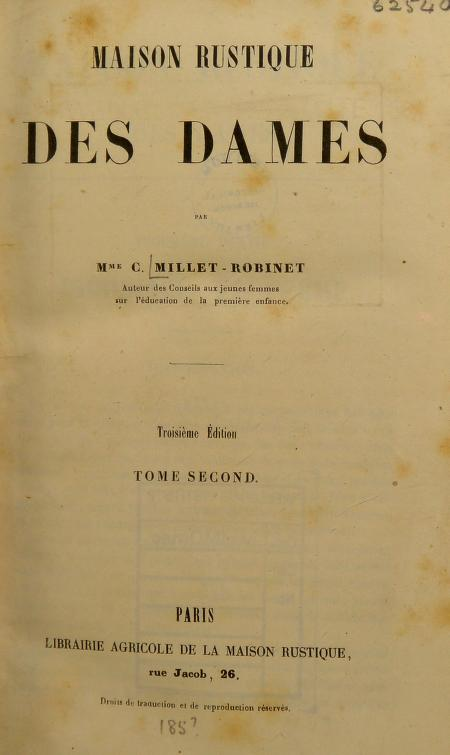
Cora Millet-Robinet, Maison rustique des dames, 3e éd.

Elle est la fille de Joachim Robinet et Laure Millet. Son père et sa mère, tous deux d'origine française, travaillaient dans la colonie antillaise de Saint-Domingue, devenue ensuite l'État indépendant d'Haïti. Dépossédés à la suite de la révolution haïtienne, ils s'installent à Paris, où naît Cora Robinet, leur première fille. On ne sait rien de son enfance ou de son éducation. En 1823, elle épouse le frère de sa mère, le lieutenant-colonel François Millet, lui aussi né à Saint-Domingue. Il possédait également un château et une ferme en Poitou, La Cataudière, sur la commune d'Availles-en-Châtellerault dans le département de la Vienne. Après leur mariage, Cora et lui se sont lancés dans l'agriculture, expérimentant avec impatience les dernières méthodes scientifiques. En 1832, ils sont rejoints par Stéphane Robinet, frère aîné de Cora, chimiste de renom. Tous trois s'intéressent particulièrement à la culture du ver à soie et à la production de la soie, une industrie qui se développait alors rapidement en France.
Elle eut avec son mari François Millet 4 enfants ; Étienne (1825), François-Paul (1828), Agathe Cécile (1831) et Adrien Léon (1833).

## Distinctions
- Chevalière de l'ordre du Mérite agricole (1884)

## Écrits
Elle est l'auteur entre autres de :
- Des conseils aux jeunes femmes sur leur vie et leurs devoirs maternels lorsqu'elles allaitent des enfants, 1841 (lire en ligne)
- Rapports sur l'élevage du ver à soie, 1841[8]
- Basse-cour, pigeons et lapins, 1858 (lire en ligne)
- La Maison rustique des dames[9], publié pour la première fois en deux volumes en 1844/1845, est une encyclopédie de la cuisine, de la maison de campagne et de nombreux aspects de l'agriculture. Régulièrement mis à jour, cet ouvrage est resté imprimé pendant cent ans : la 21e édition parut en 1944[7].